# Лацис, Яннис
Я́ннис Ла́цис (греч. Γιάννης Λάτσης, 14 сентября 1910 года, Катаколон — 17 апреля 2003 года, Афины) — греческий судовладелец и предприниматель. В 2003 году состояние семьи Лацис составляло 5,4 млрд долларов США и Яннис Спирос занимал 101-е место в списке богатейших людей по версии журнала Forbes.

## Биография

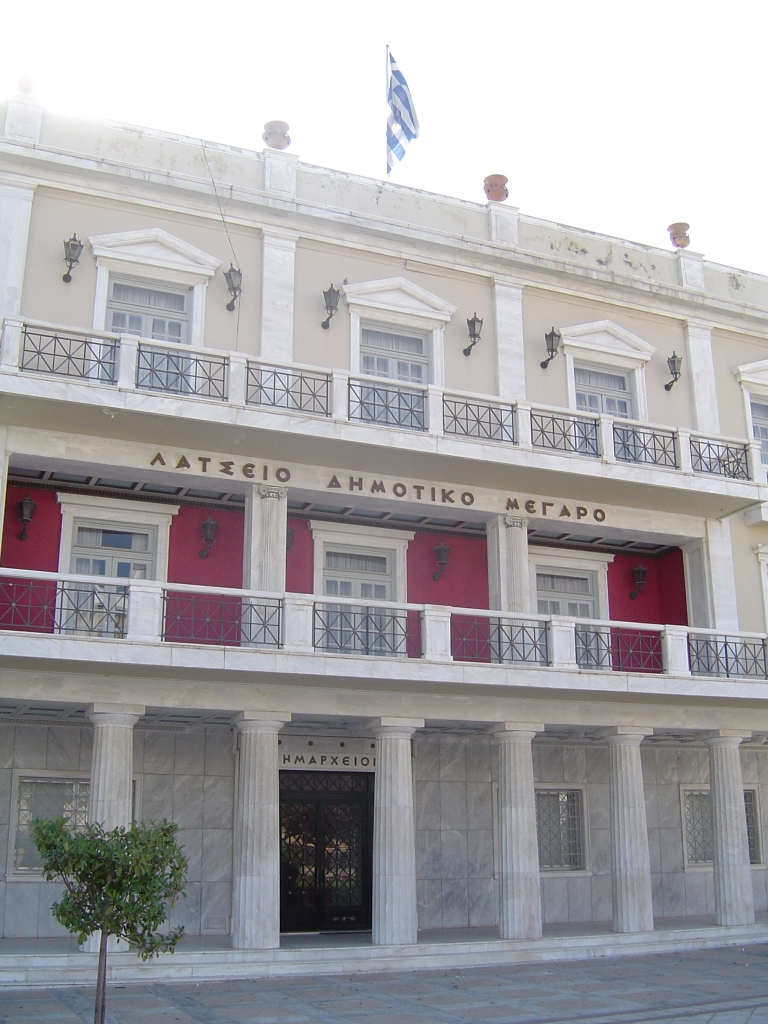
Здание мэрии в Пиргосе, подаренное Лацисом

Яннис Лацис родился 14 сентября 1910 года в Катаколоне в Элиде в семье железнодорожника Спироса Лациса (Σπύρος Λάτσης) и Афродиты Эфтимиу (Αφροδίτη Ευθυμίου). Был 7-м ребёнком из 21.
Учился в коммерческой гимназии и школе капитанов торгового флота в Пиргосе. Работал с раннего детства, был рыбаком на местных каиках, оператором по обработке багажа для пирейских паромов, палубным матросом на грузовом судне, перевозившем изюм в Италию. Дослужился до помощника капитана. В 1938 году купил первое судно — небольшой пассажирский паром в заливе Сароникосе. Во время Второй мировой войны занимался паромным сообщением между островами. 
В 1940 году женился на Эрьете Цукалас (греч. Eριέττα Tσουκαλά). Позже родились сын Спирос (род. 1946) и дочери Маргарита (греч. Μαργαρίτα) и Марьяна (Μαριάννα, род. 1953).

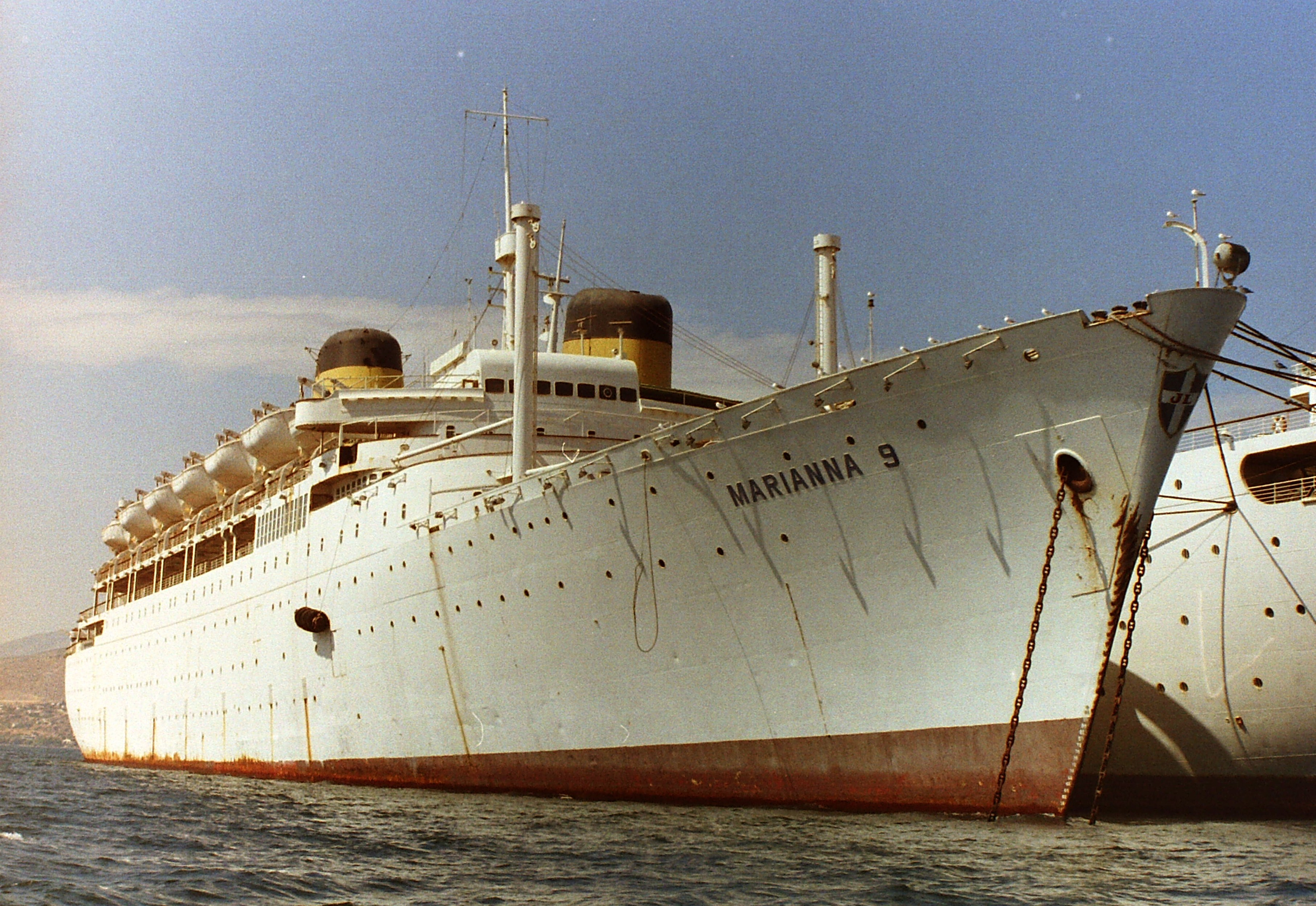
Круизное судно Marianna 9, принадлежавшее Яннису Лацису, в Элефсисе в 2000 году

В 1955 году купил небольшой танкер и стал перевозить мелассу из Египта в Грецию, стал европейским представителем египетской компании United Molasses Company of Egypt. В то же время на двух судах стал возить мусульман, совершающих паломничество в Мекку в Саудовской Аравии. Поддерживал хорошие отношения с Ахмед Ямани, министром нефти и минеральных ресурсов Саудовской Аравии в 1962—1986 годах. В 1960-е годы стал крупным судовладельцем. В 2003 году общие водоизмещение торгового флота Лациса составляло 2 млн брутто-регистрационных тонн.
В 1967 году в Греции к власти пришёл режим «чёрных полковников», в июньской шестидневной войне Египет потерпел поражение от Израиля, что изменило положение в регионе. Лацис занялся поставками дешевой нефти из Королевства Ливия в Грецию и строительством нефтеперерабатывающих заводов. В 1969 году основал компанию Petrola Hellas SA. В 1971 году начал строить нефтеперерабатывающий завод Elefsina refinery в Элефсисе производительностью 1 млн тонн в год. Основал компанию Petrola International SA в Джидде. В ходе нефтяного кризиса 1973 года в 1970-х годах занимался строительством в Саудовской Аравии, построил нефтеналивной терминал и нефтеперерабатывающий завод в Рабиге, производительностью 19 млн тонн в год.
В 1979 году Яннис купил банк Banque de Dépôt в Женеве, принадлежащий семье Онассиса. В 1988 году основал The Private Bank & Trust Company Limited (с 1997 года — EFG Private Bank Limited) в Лондоне. Крупный греческий банк Eurobank Ergasias был основан Лацисом как Euromerchant Bank SA в 1990 году. Членом совета директоров банка была Марьяна Лацис.
Его сын Спирос Лацис в 1981 году основал компанию EFG Bank European Financial Group SA в Женеве, занимающуюся банковской деятельностью. В 1989 году Спирос стал председателем люксембургского холдинга EFG Consolidated Holdings SA. Холдинг EFG Consolidated Holdings SA в 2012 году владел 43,6 % акций банка Eurobank Ergasias.
Яннис Лацис занимался авиационным, автомобильным и железнодорожным транспортом. В 1976 году основал швейцарскую авиакомпанию PrivatAir S.A. Семье Лацис принадлежали 50 % в компании Swissport Hellas, греческом подразделении швейцарской компании Swissport, выполняющей работу наземных служб в 21 аэропорту в Греции, в том числе в Афинском международном аэропорту. Принадлежащая семье Лацис компания-застройщик Lamda Development, основанная в 1977 году, являлась стратегическим партнером немецкой строительной компании Hochtief в Греции по финансируемым Европейским союзом проектам. Hochtief построила и эксплуатирует Афинский международный аэропорт.
Лацису принадлежали дома в Афинах, Женеве и Лондоне. В 1981 году за 19 млн фунтов купил Бриджуотер-хаус в Сент-Джеймсе. 5 июля 1990 года принимал в Бриджуотер-хаусе гостей саммита НАТО в Лондоне. В доме Лациса прошел приём с участием глав и министров обороны государств НАТО.
Купил за 3,5 млн долларов США суперъяхту Atlantis (ныне — Issham al Baher), построенную в 1973 году для Ставроса Ниархоса, и подарил её саудовскому королю Фахду.
Среди друзей Янниса был Чарльз, принц Уэльский (род. 1948). В 1991 году принц и Диана, принцесса Уэльская (1961—1997) провели медовый месяц на 122-метровой суперъяхте Alexander, принадлежащей Лацису. В 1999 году принц Чарльз и Камилла Паркер-Боулз совершали круиз на этой яхте по Эгейскому морю. На яхте отдыхал также бывший президент США Джордж Буш с семьёй, политик Колин Пауэлл и актёр Марлон Брандо. Лацис дружил с королевской семьёй Саудовской Аравии и бывшим греческим королём Константином II.
В 1991 году Лацис дал 3 млн долларов США Консервативной партии Великобритании, одержавшей победу на парламентских выборах 1992 года.
В 1999 году передал бизнес сыну Спиросу. Яннис Лацис умер 17 апреля 2003 года в возрасте 92 лет в своём доме в Афинах.
Соболезнования семье Лацис выразили министр торгового флота Йоргос Аномеритис, министр культуры Евангелос Венизелос, лидер партии «Новая демократия» Костас Караманлис и его предшественник Эверт Мильтиадис, телеграммы с соболезнованиями прислали принц Чарльз и президент Константинос Стефанопулос.
Наследником состояния стал сын Спирос. Семьей Лацис в 2005 году был создан благотворительный фонд John S. Latsis Public Benefit Foundation в Афинах с филиалом в Лихтенштейне. Членами наблюдательного совета фонда стали вдова и дети Янниса.

## Благотворительная деятельность
Лацис занимался благотворительностью, в 1967 году начал стипендиальную программу, в 1975 году создал благотворительный фонд Latsis Foundation в Женеве. Фонд оказывал помощь жертвам землетрясений в Греции (Афины, 1999), Египте и Армении. В 1986 году пассажирское судно Marianna 9, принадлежавшее Лацису, было использовано как плавучий дом для 900 жертв землетрясения 13 сентября в Каламате, оставшихся без крова. Пожертвовал 1,5 млн долларов США фонду The Prince's Trust, основанному Чарльзом, принцем Уэльским. В 1991 году основал Фонд реабилитации соотечественников в Албании (Ίδρυμα Αποκαταστάσεως Ομογενών εξ Αλβανίας, I.A.O.A.). В 1999 году фонд Latsis Foundation основал Европейскую премию Лациса.
Семья Лацис пожертвовала греческому государству несколько пожарных самолётов и полицейских автомобилей, новое здание мэрии в Пиргосе, здание ожоговой клиники госпиталя «Триасио» (Θριάσιο) в Элефсисе. Лацис делал пожертвования в Всегреческую морскую федерацию (Π.Ν.Ο.).

## Награды
Награждён Золотым крестом Константинопольской православной церкви, Большим крестом Ордена Феникса и призом Афинской академии.